# Man on the Moon III: The Chosen
A Man on the Moon III: The Chosen amerikai rapper, Kid Cudi hetedik stúdióalbuma, amely 2020. december 11-én jelenik meg. Cudi Man on the Moon trilógiájának a harmadik részeként szolgál, a Man on the Moon: The End of Day és a Man on the Moon II: The Legend of Mr. Rager után.
A Man on the Moon III egy koncepcióalbum, amely Cudi harcát írja le gonosz alteregója, Mr. Rager ellen, hogy visszanyerje boldogságát. A trilógia előző két részéhez hasonlóan felvonásokra van osztva az album. Produceri munkát Cudi mellett Dot da Genius, Plain Pat, Emile Haynie és Mike Dean végzett, akik mind dolgoztak a korábbi Man on the Moon-albumokon is.
Az album második helyen debütált a Billboard 200-on, 144 ezer albumeladással az első héten.

## Háttere
Az album megjelenéséről Cudi először a Man on the Moon II: The Legend of Mr. Rager kiadása után beszélt, de ez mindig tolódott. 2013 októberében a rapper bejelentette, hogy meg fog jelentetni egy EP-t a következő három hónapban, majd ezek után jelentetné meg negyedik albumát, a Man on the Moon sorozat harmadik részét, amely 2015-re volt várható.
Egy 2015 januárjában készített interjúban Cudi beszélt arról a lehetőségről, hogy a Man on the Moon III előtt megjelentet még egy albumot. „Folyamatosan zenét készítek. Ez a szépsége, hogy nagyon sok anyagom van. És most azon gondolkozom, hogy jó lenne megjelentetni valamit, mielőtt megjelenik a Man on the Moon III. Mégegy Kid Cudi album, valami hasonló, mint az Indicud vagy a Satellite Flight, ami csak így egyedül áll, de mégis egy Kid Cudi album. A Man on the Moon III-nak idő kell, de tudom, hogy a rajongóim türelmesek lesznek és ezt nagyon értékelem, köszönöm a türelmet srácok. A Man on the Moon III úton van, de lehet lesz előtte még egy album.”
2016-ban egy kora-áprilisi interjúban beszélt a Man on the Moon III-ról: „Amikor a Man on the Moon ötlete előállt még fiatal voltam. Az emberek változnak. Őszintén, készen álltam, hogy megfeleljek az elvárásoknak és véghez vigyem a Man on the Moon III-at. Terveztem, hogy megcsinálom a Speedin’ Bullet 2 Heaven után. De a reakció arra az albumra teljesen megváltoztatott. Rájöttem, hogy mi a legfontosabb. Visszatérek és azt fogom csinálni, amiben a legjobb vagyok: magamat adom.” Áprilisban bejelentette, hogy a nyáron megjelenik egy új albuma.
Május 11-én, Instagramon keresztül pletykák ellenére bejelentette, hogy a következő album nem lesz része a Man on the Moon trilógiának, hanem a Passion, Pain & Demon Slayin’ címet fogja viselni.
2020 októberében Cudi Twitteren keresztül bejelentette, hogy egy évtized kihagyás után most már tényleg meg fogja jelentetni a Man on the Moon trilógia utolsó darabját. Egy másfél perces videóval promotálta a kiadást.
2020. december 7-én jelentette be a Man on the Moon: The Chosen megjelenését, amely időpontot december 11-re helyezett. Ugyanezekben a posztokban az album számlistáját is megjelentette, amelyen szerepelt többek között Trippie Redd, Pop Smoke és Skepta is közreműködőként.
Az albumon produceri munkát végzett Dot da Genius, Emile Haynie, Plain Pat és Mike Dean, mind segítettek a trilógia első két részének elkészítésében és formálták a hangzását. Egy Zane Lowe-vel készített interjúban Cudi elmondta, hogy Travis Scott inspirálta, hogy sokkal inkább koncentráljon a dalszövegre és rákoncentrált, hogy bemutassa rappelési képességeit, mert úgy érezte, hogy ebben a tekintetben sokan elnéznek felette.
Az albumról nem jelentek meg kislemezek a kiadás előtt.

## Stílus, téma
Cudi azt mondta, hogy ez az albuma nem hasonlítható semmihez, amit eddig készített:
Az első két albumom megelőzhetetlennek lett írva. Nem gondoltam volna, hogy megélem még egy lemezem kiadását. Nem tudsz fölémenni az időtlennek. És mindig ez a célom.
Az album hátulján a következő található:
Az elmúlt tíz évben Scott Mescudi mindet átélt. Miután úgy érezte, hogy világa véget ért, reményt talált és legyőzte a sötétséget, amely gyötörte életét. De a boldogság nem tart örökké. Amiről úgy gondolta, hogy béke, rémálommá változik. Azon kapja magát, hogy ugyanazzal a fájdalommal küzd, amit már évek óta nem érzett. Egy este újra szembe kell néznie önmagával és küzdeni, hogy visszaszerezze a lelkét az ördögi Mr. Ragertől.

## Számlista
A Genius adatai alapján.
| 1. | Beautiful Trip | Kid Cudi Haynie Dot da Genius Plain Pat Finneas Dennis Cummings | 0:37 |
| 2. | Tequila Shots  | Dot da Genius Take a Daytrip Kid Cudi Cummings                  | 3:13 |
| 3. | Another Day    | Dot da Genius Take a Daytrip Nosaj Thing Kid Cudi Cummings      | 3:19 |
| 4. | She Knows This | Dot da Genius J Gramm FnZ Kid Cudi Cummings                     | 3:36 |
| 5. | Dive           | Kilhoffer Teddy Walton Bow Dot da Genius Kid Cudi Cummings      | 2:28 |

| 6. | Damaged                               | Dot da Genius Take a Daytrip Mike Dean Kid Cudi Cummings      | 2:30 |
| 7. | Heaven on Earth                       | Kilhoffer DST the Danger Dot da Genius Kid Cudi Cummings      | 3:21 |
| 8. | Show Out (Pop Smoke-kal és Skeptával) | Dot da Genius Plain Pat Gravez Kid Cudi Cummings Heavy Mellow | 2:54 |
| 9. | Solo Dolo, Pt. III                    | Kid Cudi Dot da Genius Plain Pat Cummings Audio Anthem        | 4:02 |

| 10. | Sad People                      | Dot da Genius Take a Daytrip Kid Cudi Cummings                  | 2:56 |
| 11. | Elsie’s Baby Boy (flashback)    | Kid Cudi E*vax Cummings Dot da Genius Heavy Mellow              | 3:59 |
| 12. | Sept. 16                        | Dot da Genius Haynie Plain Pat Kid Cudi Cummings Finneas        | 4:09 |
| 13. | The Void                        | Kid Cudi Dot da Genius Cummings Mike Dean                       | 5:25 |
| 14. | Lovin’ Me (Phoebe Bridgersszel) | Charlie Handsome Dot da Genius Sullivan Ramii Kid Cudi Cummings | 2:45 |

| 4. felvonás: Powers | 4. felvonás: Powers               | 4. felvonás: Powers                                                              | 4. felvonás: Powers | 4. felvonás: Powers | 4. felvonás: Powers | 4. felvonás: Powers | 4. felvonás: Powers | 4. felvonás: Powers | 4. felvonás: Powers |
|                     | Cím                               | Producer(ek)                                                                     | Hossz               |                     |                     |                     |                     |                     |                     |
| ------------------- | --------------------------------- | -------------------------------------------------------------------------------- | ------------------- | ------------------- | ------------------- | ------------------- | ------------------- | ------------------- | ------------------- |
| 15.                 | The Pale Moonlight                | E*vax Dot da Genius Ramii Kid Cudi Cummings                                      | 2:56                |                     |                     |                     |                     |                     |                     |
| 16.                 | Rockstar Knights (Trippie Reddel) | Dot da Genius WondaGurl Take a Daytrip Kid Cudi Cummings Mike Dean Jenius        | 3:51                |                     |                     |                     |                     |                     |                     |
| 17.                 | 4 Da Kidz                         | Dot da Genius WondaGurl Take a Daytrip Kid Cudi Cummings Mike Dean Len20 18yoman | 3:04                |                     |                     |                     |                     |                     |                     |
| 18.                 | Lord I Know                       | Dot da Genius Take a Daytrip 18yoman Kid Cudi Cummings Mike Dean Len20           | 3:32                |                     |                     |                     |                     |                     |                     |
| 58:24               |                                   |                                                                                  |                     |                     |                     |                     |                     |                     |                     |

### Feldolgozott munkák az albumon
- She Knows This: részlet a 2010-es Scott Pilgrim a világ ellen filmből (Mark Webber, Michael Cera előadásában).
- Dive: Love/Paranoia, eredetileg: Tame Impala.
- Solo Dolo, Pt. III: Score, eredetileg: Nicholas Britell (a 2019-es V. Henrik filmből).
- Elsie’s Baby Boy (flashback): részlet az Állj mellém! (1986) filmből (River Phoenix, Wil Wheaton előadásában); The House of the Rising Sun, eredetileg: The Animals.
- The Void: Time, eredetileg: The Panchanga Boys.
- 4 Da Kidz: részlet a 2000-es Számkivetett filmből (Tom Hanks előadásában)

## Közreműködők
Zenészek
| - Kid Cudi – vokál - Mike Dean – billentyűk (6, 13, 16–18), szintetizátor (6, 13, 16–18) - Skepta – vokál (8) | - Pop Smoke – vokál (8) - Phoebe Bridgers – ének (14) - Trippie Redd – vokál (16) |

Utómunkálatok
| - Joe LaPorta – masterelés - Manny Maroquin – keverés - Chris Galland – keverés (9, 14, 15) - Jeremie Inhaber – mixing (9, 14, 15) - Zach Pereyra – mixing (9, 14, 15) - Chris Kahn – felvétel-asszisztens (9) - William J. Sullivan – hangmérnök, programozás (4) | - Joshua Faulkner – hangmérnök (8) - Max McAllister – hangmérnök (8) - Parker – hangmérnök (8) - Iain Findlay – hangmérnök (11, 13) - Dot da Genius – hangmérnök (15, 16) - Igor Mamet – hangmérnök (16) |

## Slágerlisták
| Albumlista (2020)                         | Legmagasabb pozíció |
| ----------------------------------------- | ------------------- |
| Ausztrál albumlista (ARIA)                | 25                  |
| Belga albumlista (Ultratop Flanders)      | 23                  |
| Belga albumlista (Ultratop Wallonia)      | 37                  |
| Brit albumlista (OCC)                     | 26                  |
| Birt R&B-albumlista (OCC)                 | 22                  |
| Dán albumlista (Hitlisten)                | 6                   |
| Finn albumlista (Suomen virallinen lista) | 24                  |
| Francia albumlista (SNEP)                 | 42                  |
| Holland albumlista (Album Top 100)        | 14                  |
| Ír albumlista (OCC)                       | 17                  |
| Kanadai albumlista (Billboard)            | 2                   |
| Norvég albumlista (VG-lista)              | 6                   |
| Olasz albumlista (FIMI)                   | 57                  |
| Osztrák albumlista (Ö3 Austria)           | 43                  |
| Svájci albumlista (Schweizer Hitparade)   | 18                  |
| Svéd albumlista (Sverigetopplistan)       | 23                  |
| US Billboard 200                          | 2                   |
| US Top R&B/Hip-Hop Albums (Billboard)     | 1                   |
| Új-Zélandi albumlista (RMNZ)              | 7                   |

| Albumlista (2021)                     | Pozíció |
| ------------------------------------- | ------- |
| US Billboard 200                      | 123     |
| US Top R&B/Hip-Hop Albums (Billboard) | 54      |